# Attonda trifasciata
Attonda trifasciata är en fjärilsart som beskrevs av Moore 1877. Attonda trifasciata ingår i släktet Attonda och familjen nattflyn. Inga underarter finns listade i Catalogue of Life.